# 野原弘司
野原 弘司（のはら ひろし、1967年頃 - ）は、2008年にメキシコ・シティ国際空港にて117日間寝泊まりを続けていた日本人旅行者。東京都出身。
その様子はAP通信などの通信社により世界中で配信され話題となった。

## 概要
東京でビル清掃業に従事していたという野原は、41歳のときに成田国際空港からユナイテッド航空を利用し、サンフランシスコ国際空港経由でメキシコ・シティ国際空港第1ターミナルに到着。観光目的から2008年9月2日にメキシコへ入国する。当初は旅行客として宿泊施設に滞在していたが、まもなく手持ちの資金に余裕がなくなり、空港へ戻ると帰国をせずに寝泊まりを始めた。やがて「珍しい日本人がいる」として、現地で複数のメディアから報じられると一躍有名人になり、大勢の利用者の中から見物にまわる人々に加えて、空港には野原に一目会いたいというファンが頻繁に訪れ、記念撮影やサインを求められるまでになった。ビザ免除国となっている日本から来た旅行者で、人気者となってしまった野原については、空港を管轄する警察も黙認せざるを得ず、寝泊まり開始から3か月が過ぎてしまった。野原には「外国で大物になりたい」という夢があったが、このような形で有名になるのは意外であったという。意外なのは空港を訪れた人たちのほうであるが、それが人気の大きな理由となった。

### 少年との出会い
そうした報道を家族とテレビで見ていて複雑な気持ちになり、野原との対話を試みたメキシコ人がいた。日本にゆかりのある13歳の少年であった。少年は、社会学の教授である父が日本へ赴任した際に家族とともに同行しており、2004年まで日本に滞在していたという。少年らが野原に会うために空港を訪れると、アメリカの通信社ブルームバーグが取材を始めた。ある程度の日本語を習得していた少年は通訳を買って出る。野原はオープンチケットを所持しており、滞在許可も翌年の3月（入国日より180日間）まで残っていた。正規の滞在者として権利の一環であると空港側は認めていたため、それまでの野原への説得の試みは、いずれも意味をなさなかった。少年はそれから、すでにいた支援者と同じように空港へ毎日通った。少年の話によれば、野原は観光初日に宿泊施設に一泊したあと、節約のために空港での寝泊まりを始めたとのことである。これまでに、なんとなく空港の外へ出ていったことは何度かあったという。野原は、いわゆるブロークン・イングリッシュを使い、スペイン語の単語を多少は覚えていた。身長は高く頭髪を小豆色に染めたり、カラフルなテニスシューズを履いていた。

### 空港側の対応
人口約2000万人の大都市であるメキシコシティにおいて、有名人となった野原には空港へ訪れる人たちから、記念撮影の謝礼としての衣服や食物が提供されるなど、日々の生活は何不自由ないものであった。しかし、ネックとして清潔さに無頓着であるのが目立つようになり、このままでは野原自身の健康を害するとして、周りから衛生状態の悪さが懸念され始める。空港の責任者は、前述のとおり野原が滞在する権利を認めていた。空港側へのクレームは特になかったという。野原のお気に入りの場所はカフェテリアの椅子で、座ったままテーブルにもたれて眠るのを好んだ。そのせいで足が鬱血して腫れるなどしたため、事態を重く見た責任者は日本大使館に協力を求めるが、「12月には帰国する予定」であると確認できた程度であった。映画「ターミナル」との関連をブルームバーグの記者から問われると、責任者は「明らかではない」と答えた。しかし野原はインタビューで映画の続編が自分であるのを仄めかしている。

### スペイン語圏で
メキシコ同様スペイン語圏であるホンジュラスの日刊紙ラ・プレンサは、野原のトレードマークは赤く染めた頭髪とヤギのようなあごひげで、その人気に着目した複数のテナント企業がロゴの付いた自社商品を提供し、テレビで宣伝するなどしたため、飲食は不自由していないと報じた。またジャケットの上に使用感のあるウールの毛布を羽織っていたとも述べている。アルゼンチンでは、日刊紙クラリンにより報じられた。野原は同紙の取材に対し、「自分でもなぜここにいるのかわからない」と語った。同紙は比較的短いリポートの中で、その臭気について強調しており、倫理的な面からやや批判的に報じている。BBCワールドサービスのスペイン語版であるBBCムンドは、「Feliz viviendo en un aeropuerto de México（メキシコの空港で幸せな生活）」との見出しで報じた。同紙は、野原に対して寛容である前述の責任者を中心に取材し、責任者としての「包摂」といった考え方を説かれると、その言葉を引用して掲げるなど、物珍しさよりも人間味のある話としてまとめている。

### 空港との別れ
同年12月31日には、メキシコの日刊紙レフォルマにより、見違える姿となった野原の写真が掲載され報じられている。入浴し髭を剃るなどすっきりしたうえで、新たな宿泊先に決まったメキシコシティのアパートの門とともに写されていた。同紙によれば野原は同年12月28日に、古風な日本名を名乗る女性とともに空港を離れたとのことであった。詳細は野原の口からは語られなかった。その後AP通信が直接インタビューを試みたが、突然のことであり連絡が取れず断念したという。